# Joachim Jung
Pour les articles homonymes, voir Jung.
Joachim Jung (ou Jungius) est un philosophe, logicien, mathématicien et naturaliste allemand, né le 22 octobre 1587 à Lübeck et mort le 17 septembre 1657  à Hambourg.

## Biographie
Joachim Jung étudie la métaphysique à Lübeck de 1606 à 1608, puis à l’université de Rostock, où il obtient un professorat de mathématiques en 1609. En 1616, il commence à étudier la médecine à Rostock et obtient à Padoue, en 1619, son titre de docteur.
De 1624 à 1625, puis de nouveau de 1626 à 1628, il enseigne les mathématiques à Rostock et la médecine à l’université de Helmstedt. Il s’installe, en 1629, à Hambourg, où il enseigne les sciences naturelles.
C’est en 1623 que Jung fonde la première société d’histoire naturelle au nord des Alpes. Il s’intéresse à l’atomisme, à la chimie et la logique.
Sa Doxoscopia (1662) et son Isagoge phytoscopica (1679) paraissent après sa mort, grâce à ses élèves. Ses théories botaniques, très en avance sur son temps, n’ont aucune influence à l’époque. C’est John Ray (1627-1705) qui les fait connaître en les utilisant pour ses travaux de classification botanique, et c’est grâce à lui que Carl von Linné (1707-1778) les utilise à son tour.
Contemporain de Johannes Kepler (1571-1630) et de René Descartes (1596-1650), Jung est l’une des principales figures de la science au XVIIe siècle.

## Œuvres
- Geometria empirica, 1627.
- Logica Hamburgensis, Hamburg, 1638, réimpression anastatique par Rudolf W. Meyer, Hamburg: J.J. Augustin, 1957.
  - François Muller, La logique de Hambourg de Joachim Jungius (1638), Thèse : t. 1 Traduction ; t. 2 Commentaire
  - Logica Hamburgensis additamenta, édité par Wilhelm Risse, Göttingen, Vandenhoeck und Ruprecht, 1977.
- Phoronomica sive doctrine de motu locali, 1689.
- Praelectiones physicae: historisch-kritische Edition, édition de Christoph Meinel, Göttingen, Vandenhoeck und Ruprecht, 1982  (ISBN 3-525-85572-9)
- Opuscula botanico-physica, 1747